# Siguatepeque
Siguatepeque ist eine Stadt und eine Gemeinde in Honduras. Sie liegt im Departamento Comayagua. 2013 hatte die Stadt 60.910 Einwohner und die Gemeinde hatte eine Einwohnerzahl von 95.121.

## Geografie
Die Stadt liegt im Zentralgebirge von Honduras in Zentralamerika über 1100 Metern über dem Meeresspiegel und ist umgeben von Bergen. Sie ist fast genau auf halber Strecke zwischen den beiden größten Städten von Honduras, San Pedro Sula und Tegucigalpa, gelegen.

## Geschichte
Von den Spaniern 1689 als religiöses Zentrum für Exerzitien und klösterliche Ausbildung gegründet, wuchs die Bevölkerung der Stadt durch die Vermischung von Kolonisten, den einheimischen Lencas und den mexikanischen Nahuatl-Einwanderern. Der Name Siguatepeque setzt sich aus zwei Worten in Nahuatl zusammen, Cihuatl (Frau) und Tepec (Berg), der Berg der Frauen. 
Im Jahr 1861 wurde der Ort zu einer eigenständigen Gemeinde und 1926 zu einer Stadt.

## Wirtschaft
Die Stadt liegt im Zentrum eines regionalen Gemüse- und Obstanbaugebiets, was eine ganzjährige Versorgung mit frischen, preiswerten Produkten gewährleistet.